# Dave Esterkamp
David John „Dave“ Esterkamp (* 28. März 1978 in Cincinnati, Ohio) ist ein ehemaliger US-amerikanischer Basketballspieler. Nach dem Studium in seinem Heimatland wurde Esterkamp Profi in Europa. Neben Stationen in Frankreich spielte Esterkamp hauptsächlich in Österreich, wo er mit den Kapfenberg Bulls zweimal österreichischer Meister wurde, sowie acht Jahre für Fribourg Olympic in der Schweiz, mit denen er ebenfalls zweimal nationaler Meister werden konnte, davon einmal in Verbindung mit Sieg im Cup-Wettbewerb als Double. Sein drei Jahre jüngerer Bruder Steven Esterkamp spielte lange Zeit in der höchsten deutschen Spielklasse Basketball-Bundesliga.

## Karriere
Nach dem Gewinn der Staatsmeisterschaft von Ohio mit der Basketballmannschaft der La Salle High School in seiner Heimatstadt Cincinnati ging Esterkamp 1996 zum Studium an die Bowling Green State University im gleichnamigen Ort im gleichen Bundesstaat. Mit der Hochschulmannschaft Falcons spielte Esterkamp in der Mid-American Conference (MAC) der NCAA Division I. In seiner ersten Spielzeit bekamen die Falcons am Saisonende eine Einladung zum National Invitation Tournament (NIT), in dem man in der ersten Runde verlor. In seinem letzten Jahr 2000 gewann er unter zusammen mit dem späteren Frankfurter BBL-Spieler Seth Doliboa zwar die East Division der MAC, aber im Meisterschaftsturnier der MAC verlor man gleich in der ersten Runde ebenso wie im NIT.
Nach dem Ende seines Studiums ging Esterkamp im Jahr 2000 nach Frankreich und spielte unterklassig im südfranzösischen Fos-sur-Mer. Er wechselte im Anschluss zum FC Schalke 04 in die Regionalliga. 2002 spielte er dann professionell für den österreichischen Meister Bears aus Kapfenberg in der ÖBL 2002/03, in der man den Titel verteidigen konnte. In der folgenden Saison holten die aus Sponsorengründen umfirmierten Bulls Esterkamp vom Ligakonkurrenten aus Wels zurück und konnten am Ende der ÖBL 2003/04 erneut die Meisterschaft gewinnen. Zu Beginn der Saison 2004/05 bekam Esterkamp dann einen einmonatigen Vertrag beim elsässischen Zweitligisten Mulhouse Basket in der französischen LNB Pro B. Nachdem dieser Vertrag Ende November 2004 nicht verlängert worden war, ging Esterkamp in die Schweiz.
Ende 2004 bekam Esterkamp einen Vertrag beim Schweizer Erstligisten Benetton Olympic aus Freiburg im Üechtland in der Basketball-Nationalliga Division A. Im FIBA Europe Cup 2004/05 erreichte man als Vierter der Zentral-Division die Viertelfinal-Play-offs, in denen man gegen Banvit BK ausschied. In der Spielzeit 2006/07 gewann man erstmals seit 1999 wieder die Meisterschaft für den Schweizer Rekordmeister und erreichte damit das Double, nachdem man bereits den Cup gewonnen hatte. Nachdem er bereits mit Kapfenberg 2003/04 am ULEB Cup teilgenommen hatte und dort mit dieser Mannschaft bei einem Sieg in zehn Spielen chancenlos war, gelangen Benetton Olympic im ULEB Cup 2007/08 immerhin drei Vorrundensiege in zehn Spielen, die jedoch auch nicht zum Weiterkommen reichten. Am Ende der Spielzeit reichte es zu einer weiteren Meisterschaft in 2008. 2009 verlor man als Titelverteidiger knapp in fünf Spielen die Halbfinalserie der Meisterschafts-Play-offs gegen die Lugano Tigers, an den auch in den folgenden Jahren kein Vorbeikommen war. Zweimal verlor man die Finalserie der Meisterschaft in vier Spielen und 2012 schließlich die Halbfinalserie in fünf Spielen gegen den Serienmeister. Am Ende der Spielzeit 2011/12 wollte Esterkamp als „Topscorer“ der Mannschaft noch ein Jahr „dranhängen“, aber der Verein entschied sich anders und Esterkamp beendete seine Karriere.